# Dumitru Pașalega
Dimitrie Pașalega (n. 10 octombrie 1869 - d. ?) a fost unul dintre ofițerii Armatei României, care a exercitat comanda unor mari unități și unități militare, pe timp de război, în perioada Primului Război Mondial și operațiilor militare postbelice. 

## Cariera militară
După absolvirea școlii militare de ofițeri cu gradul de sublocotenent, Dimitrie Pașalega a ocupat diferite poziții în cadrul unităților de artilerie sau în eșaloanele superioare ale armatei, cea mai importantă fiind cea de colonel.
În perioada Primului Război Mondial a îndeplinit funcțiile de comandant al Regimentul 12 Artilerie (1916-1918).
În cadrul operațiilor militare postbelice, a comandat Brigada 1 Artilerie, în timpul operației ofensive la vest de Tisa.:p. 328

## Decorații
- Ordinul „Steaua României”, pe timp de pace.[1]:p. 622
- Ordinul „Coroana României”, [1]:p. 622